# Майер, Юлиус Йозеф
Юлиус Йозеф Майер (нем. Julius Joseph Maier; 29 декабря 1821, Фрайбург — 21 ноября 1889, Мюнхен) — немецкий музыковед
 и музыкальный педагог.
Первоначально изучал право во Фрайбурге, Гейдельберге и Карлсруэ, в 1846 г. получил диплом юриста, затем поступил на службу секретарём в министерство внутренних дел Баденского герцогства. Всё это время Майера не оставлял интерес к музыке: в 1845 г. он даже опубликовал небольшой сборник хоровых переложений старинной церковной вокальной музыки, изданный с посвящением Феликсу Мендельсону и включавший произведения Палестрины, Орландо Лассо, Жоскена Депре и др. В 1849 г он оставил службу и, уже зрелым человеком, отправился в Лейпциг для изучения контрапункта под руководством Морица Гауптмана. Однако это обучение заняло менее года: квалификация Майера и так была достаточно высока, и уже в 1850 г. он сам начал преподавать теорию и контрапункт в Высшей школе музыки в Мюнхене, где среди его учеников, в частности, был Йозеф Райнбергер. На этом посту Майер оставался семь лет, а начиная с 1857 года на протяжении 30 лет был хранителем музыкального отдела в придворной библиотеке Баварского королевства, составил первый каталог хранящихся в нём рукописей (нем. Die musikalischen Handschriften der K. Hof- und Staatsbibliothek in München; 1879). Занимался исследованием творчества Иоганна Себастьяна Баха, составил сборник «Избранные английские мадригалы» (нем. Auswahl englischer Madrigale).